# Fakultet prirodoslovno-matematičkih i odgojnih znanosti u Mostaru
Fakultet prirodoslovno-matematičkih i odgojnih znanosti, visokoobrazovna institucija sa sjedištem u Mostaru, članica Sveučilišta u Mostaru. 

## Status fakulteta
Fakultet prirodoslovno-matematičkih i odgojnih znanosti jedan je od fakulteta Sveučilišta u Mostaru. Proizašao je iz Pedagoškoga fakulteta akademske godine 2005./06. Djelatnost Fakulteta određena je Statutom fakulteta kao visokoškolska ustanova obrazovanja studenata u preddiplomskom, diplomskom i poslijediplomskom studiju. Od osnivanja, fakultet karakterizira razvoj, podizanje kvalitete i povećanje broja studenata zbog širenja i otvaranja novih odjela.

## Organizacija fakulteta
Od akademske godine, 2005./06., Fakultet djeluje po programu Bolonjskoga procesa (3+2+3). Dodiplomski studij traje tri godine, a po njegovu završetku stječe se naziv prvostupnik/ica (baccalaureus/baccalaurea). Diplomski studij traje dvije godine. Njegovim završetkom stječe se naziv magistar/ magistra struke. Poslijediplomski, doktorski studij traje tri godine.  
U akademskoj 2011./12. godini na Fakultetu prirodoslovno-matematičkih i odgojnih znanosti na dvanaest studijskih grupa bilo je više od 3000 studenata.
Na Fakultetu postoji dvanaest studija koji se mogu različito kombinirati. Studiji su organizirani jednopredmetno i dvopredmetno.

### Jednopredmetni studiji
- Matematika
- Fizika
- Informatika
- Tehnika
- Zemljopis
- smjer Turizam i zaštita okoliša
- interdisciplinarni studij - Znanost o okolišu (Ekologija)
- Fizička kultura
- Glazbena umjetnost
- Pedagogija
- Razredna nastava
- Razredna nastava - smjer rano učenje engleskog jezika
- Predškolski odgoj

### Dvopredmetni studiji
- Matematika – Informatika
- Matematika – Fizika
- Fizika – Informatika
- Pedagogija – Informatika
- Pedagogija - Hrvatski jezik i književnost
- Pedagogija - Povijest
- Pedagogija - Filozofija
- Biologija – Kemija
- Biologija – Zemljopis
- Zemljopis – Fizika
- Zemljopis – Informatika
- Zemljopis - Povijest
- Kemija – Fizika
- Kemija – Informatika

### Poslijediplomski studij
Od akademske godine 2006./07. pokrenut je interdisciplinarni poslijediplomski studij Geografske osnove planiranja u okolišu.

## Nastavna i znanstvena suradnja
Gotovo cjelokupno obrazovanje kadrova za predškolsko, osnovnoškolsko i srednjoškolsko obrazovanje u djelatnosti je Fakulteta prirodoslovno-matematičkih i odgojnih znanosti. U tom nastavnom procesu sudjeluje 250 nastavnika i suradnika. Stručni kadar koji sudjeluje u radu fakulteta, osim s mostarskog Sveučilišta, dolazi i sa Sveučilišta u Zagrebu, Zadru, Splitu, Osijeku, Rijeci, Sarajevu i Tuzli.

## Vanjske poveznice
- Fakultet prirodoslovno-matematičkih i odgojnih znanosti  Arhivirana inačica izvorne stranice od 21. veljače 2010. (Wayback Machine)